# 森下麻衣
森下 麻衣（もりした まい、1994年8月12日 - ）は、徳島県出身の、日本人の女子柔道選手である。階級は44kg級と48kg級。身長152cm。血液型はO型。組み手は右組み。得意技は背負投。

## 経歴
柔道は5歳の時に柔志館で始めた。市場中学2年の時には全国中学校柔道大会44kg級で優勝を飾った。徳島県の女子選手では初めての優勝となった。3年の時には16歳以下の世界一を決める世界カデで、今大会最年少となる14歳359日で優勝を果たした。その2週間後には全国中学校柔道大会の決勝で藤枝順心中学3年の岡本理帆を破り、2連覇を達成した。2010年には愛知県の弥富高校へ進むが、1年の時に柔道部監督の東内伸浩が辞めざるを得なくなったために、兵庫県の夙川学院高校への転校を余儀なくされた。3年の時にはインターハイ48kg級に出場するが、3回戦で修徳高校1年の高橋瑠衣に内股で敗れた。2013年に高校を卒業すると、関西医療学園専門学校の柔道整復学科に進学した。

## 戦績
- 2008年 -　全国中学校柔道大会　優勝
- 2008年 -　ロシアチャレンジ国際柔道大会　団体戦　優勝
- 2009年 -　チューリンゲンカデ国際　優勝
- 2009年 -　世界カデ　優勝
- 2009年 -　全国中学校柔道大会　優勝

(出典、JudoInside.com)